# L'Homme à la barbiche

L'Homme à la barbiche est un film français de Louis Valray, sorti en 1933.

## Fiche technique
- Titre : L'Homme à la barbiche
- Réalisation : Louis Valray

## Distribution
- Robert Le Vigan